# Revista Historia Regional
Historia Regional es una revista académica argentina de acceso abierto revisada por pares que se centra en la investigación sobre historia y didáctica de la historia. Publica artículos de investigación histórica, trabajos sobre didáctica, reseñas y reproducción de documentos históricos. 
Fue fundada en 1988 en la Sección Historia del Instituto Superior de Profesorado N° 3, “Eduardo Lafferriere” de la ciudad argentina de Villa Constitución. En la actualidad se publica por cuatrimestre y está disponible en internet a través del sistema Open Journal System.
Se encuentra incluida en el Núcleo Básico de Revistas Científicas del Centro Argentino de Información Científica y Tecnológica del Consejo Nacional de Investigaciones Científicas y Tecnológicas. También se encuentra indizada en Scopus.

## Secciones
La revista está organizada por Secciones a los efectos de ordenar el material publicado. La Sección Artículos alberga trabajos de investigación, síntesis, interpretación, opinión y debates, etc., fundamentalmente sobre historia (en el más amplio de los sentidos) y didáctica de la historia, sin que ello desaliente la presencia de otras perspectivas particularmente interdisciplinarios o que desde otros enfoques disciplinares traten objetos y problemas comunes.
La Sección Textos puede incluir entrevistas a reconocidos investigadores y/o trabajos ya editados en español o traducciones a este, que por su importancia (disciplinar, didáctica, política o cultural) y/o escasa difusión se considera de interés para la discusión, el debate y la formación de estudiantes de historia, en ocasiones también se incorporan selecciones de fuentes sea por su pertinencia, originalidad y/o accesibilidad.
La Sección Materiales de trabajo para la cátedra está destinada a publicar trabajos (ya sea de investigación básica o bibliográfica) explícitamente pensados para ser útiles herramientas de consulta en el trabajo en el aula.
La Sección Aprendiendo el oficio pretende dar cabida fundamentalmente a producciones de graduados recientes y alumnos avanzados de la carrera de historia que aborden problemas históricos, teóricos, metodológicos y/o epistemológicos de la disciplina.
En la Sección Revista de Libros se publican breves reseñas de libros publicados recientemente y referidos a las áreas de interés.